# Siegfried Wilhelm Albrecht

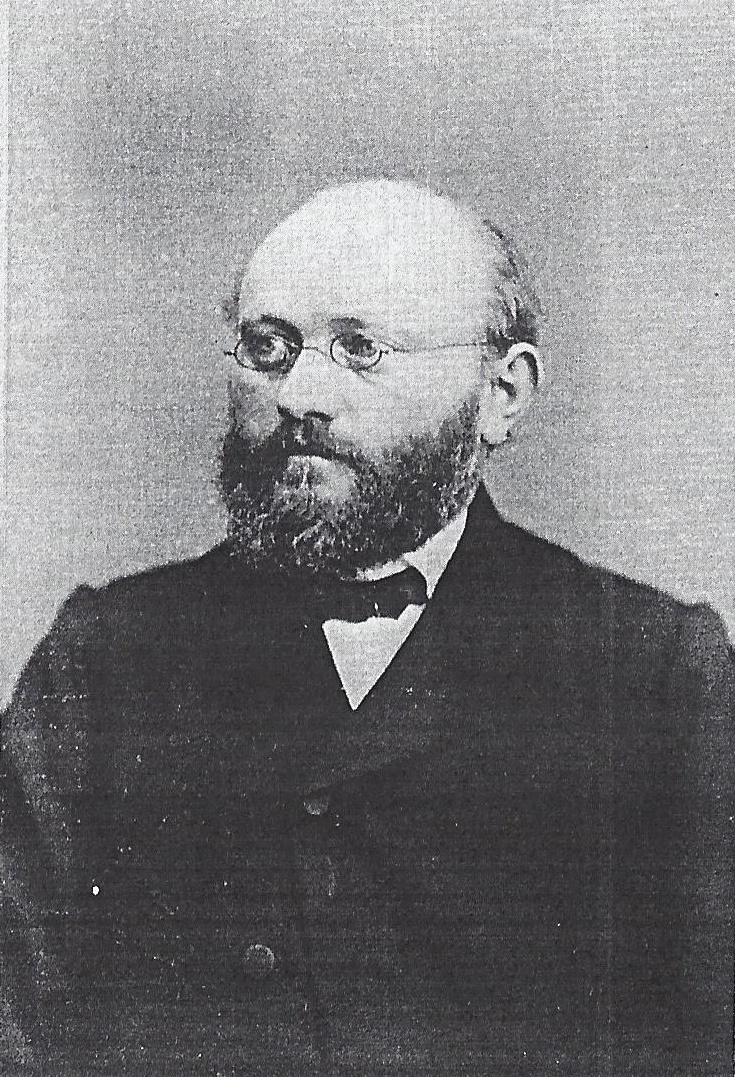
Siegfried Wilhelm Albrecht

Siegfried Wilhelm Albrecht (* 22. Oktober 1826 in Hildesheim; † 25. Januar 1896 in Hannover) war ein deutscher Richter im Königreich Hannover und im Königreich Preußen. Als Mitglied der Nationalliberalen Partei war er vor und nach der Gründung des Deutschen Kaiserreichs Mitglied des Reichstages.

## Leben
Von 1844 bis 1848 studierte Albrecht Rechtswissenschaft an der Georg-August-Universität Göttingen. 1852 wurde er Obergerichtsanwalt in Hannover. 1854 wurde er in die Ständeversammlung des Königreichs Hannover gewählt. Dort vertrat er 1854 bis 1855 Emden und danach bis 1866 Hildesheim. 1857 wurde er in den Gemeinderat von Hannover gewählt, dem er ab 1863 als Präsident vorstand.
Albrecht war 1859 Mitbegründer des Deutschen Nationalvereins. 1867 wurde er in den Reichstag (Norddeutscher Bund) und 1871 bis 1878 in den Reichstag (Deutsches Kaiserreich) gewählt. Dorthin wählte ihn stets der Wahlkreis Provinz Hannover 11 (Einbeck-Uslar-Osterode). Im Reichstag war Albrecht Vorsitzender der Petitionskommission.
Albrecht brach 1878 mit den Nationalliberalen und gab alle Mandate auf, um Richter am 1877 gegründeten Preußischen Oberverwaltungsgericht zu werden. Das preußische Beamtenrecht verlangte von Beamten Unparteilichkeit. Wegen einer Herzerkrankung wurde er 1893 mit 67 Jahren pensioniert.